# Langues eskimo-aléoutes
Les langues eskimo-aléoutes ou inuites-yupik-unangax, dites aussi eskaléoutes ou inuito-aléoutes, sont une famille de langues parlées au Groenland, dans l'Arctique canadien, en Alaska et à l'extrême est de la Russie.
Elles se divisent en deux branches : d'une part, les langues eskimos, qui contiennent les langues inuites (un continuum linguistique) et les langues yupik ; d'autre part, l'aléoute, nettement différent.

## Profil typologique
Du point de vue de la typologie linguistique, les langues eskimo-aléoutes sont globalement :
- polysynthétiques : les morphèmes lexicaux comme grammaticaux se combinent de manière complexe (notamment par incorporation) en mots très longs qui peuvent coïncider avec une phrase entière ;
- ergatives (sauf l'aléoute) : l'actant unique d'un verbe intransitif est traité comme le patient d'un verbe transitif ;
- centripètes : les éléments modificateurs se placent avant ce qu'ils modifient ;
- à ordre fondamental sujet-objet-verbe.

## Liste des langues eskimo-aléoutes
- langues eskimos :
  - langues inuites :
    - inupiaq : dans le Nord et le Nord-Ouest de l’Alaska
    - inuinnaqtun et inuvialuktun : dans l'Ouest de l'Arctique canadien : Territoires du Nord-Ouest (Nunatsiaq) et Nunavut
    - inuktitut : dans l'Est de l'Arctique canadien : Nunavut, Nunavik (Nord-du-Québec) et Labrador
    - kalaallisut ou groenlandais : au Groenland
    - inuktun : dans le Nord du Groenland

  - langues yupik :
    - sirenik : éteint, classification incertaine : peut-être une troisième branche des langues eskimos
    - naukan : dans la péninsule tchouktche
    - yupik sibérien central : péninsule tchouktche et île Saint-Laurent
    - yupik de l'Alaska central
    - alutiiq : dans la péninsule d'Alaska
- aléoute :
  - groupe est : dans l’Ouest de l’Alaska (États-Unis)
    - dialecte des îles Pribilof
    - dialecte d'Unalaska

  - groupe ouest : dans les îles Aléoutiennes (États-Unis et Russie) et la Sibérie extrême-orientale (Russie)
    - dialecte d'Atka
    - dialecte d'Attu
    - dialecte de l'île Béring